# Maître à la Ratière
Le Maître à la Ratière, ou Maître à la Souricière, est un peintre anonyme qui exerçait à Rome et Milan au début du XVIe siècle. Il a été dénommé ainsi en référence à sa marque, représentant une ratière, qui a été retrouvée sur au moins deux estampes dont une représentant la bataille de Marignan. On retrouve également associées à la ratière les initiales T.N. ou NAT DAT (natalis dati). Hormis ces indications, le nom et les détails de la vie de cet artiste restent ignorés.